# Дасковская, Татьяна Ивановна
Татьяна Ивановна Дасковская (род. 25 июня 1946, Москва, СССР) — советская, российская и немецкая певица. За 24 года (1972—1996) творческой работы на киностудиях СССР («Мосфильм», Киностудия им. М. Горького) участвовала в озвучивании свыше 200 фильмов.

## Биография
Родилась 25 июня 1946 года в Москве.
Получила музыкальное образование дирижёра хора. Была принята в штат киностудии имени Горького и «Мосфильма». В 1971 году дебютировала в фильме «Вера, Надежда, Любовь» с исполнением песни «Будь со мной» («Молитва»). Успешность одной песни повлекла приглашение в следующую картину «Точка, точка, запятая...», а потом ещё и ещё.
Принимала участие в 7 фильмах с музыкой Е. П. Крылатова: «Русалочка» (1976), «Кольца Альманзора» (1977), «Акванавты» (1979), «Гостья из будущего» (1984), «Лиловый шар» (1987), «Не покидай…» (1989), «Когда опаздывают в ЗАГС…» (1991).
За период с начала 1970-х до середины 1990-х годов спела огромное количество полюбившихся зрителям песен, которые она записала для более чем двухсот художественных и мультипликационных лент. При этом её имя в титрах практически не появлялось. По мнению самой Дасковской так делалось для того, чтобы зрители думали, что актёры, играющие в фильмах, поют сами.
Из-за сложившейся в 1990-е годы обстановки в стране, когда искусство фактически оказалось не нужным никому, Дасковская была уволена со всех киностудий по сокращению штатов. Вся её семья, имевшая музыкальное образование, голодала, пыталась выжить, торгуя на рынке. В 1990—1996 годах работы не было никакой.
В 1999 году Дасковская с семьёй переехала жить в Германию. Сначала устроилась петь в российский театр, затем перешла в немецкий проект. Проживает в Нюрнберге, где продолжает выступать вокалисткой. Участвовала в создании клуба «Гезанг» («Поющие»), в котором иногда поёт сама. Воспитывает внучку. Иногда испытывает приступы ностальгии по Родине.

## Список исполненных песен(неполный)
- «Будь со мной» (из фильма «Вера, Надежда, Любовь», 1972).
- Пообещайте мне любовь (из к/ф «Акванавты»)
- Из к/ф «Точка, точка, запятая…»:
  - Из пункта А до пункта Б
  - А ты знаешь?
  - Пифагор, он жил привольно
- Прекрасное далёко (из т/ф «Гостья из будущего»)
- Чего только нету, чего только нет… (из к/ф «Лиловый шар», 1987)
- Горит рябиновая гроздь… (из к/ф «Моя Анфиса»)
- Из т/ф «У меня есть лев»:
  - Заколдованный остров
  - Жил лев
- Песня Алели (из к/ф «Кольца Альманзора»)
- Ой, ты вишенка (из к/ф «Письма из юности»)
- Откровение (из т/ф «Нам здесь жить»)
- Я пою не уставая
- Снегом опушённая берёза (Верному другу)
- Песня Ольги (из к/ф «Жили три холостяка»)
- Из к/ф «Десять лет без права переписки»:
  - Дымок от папиросы
  - Осень
  - Маска
  - У самовара
  - Зачем?
  - Татьяна
- Песня Козы (из м/ф «Волк и семеро козлят на новый лад»)
- «Осенние деньки» в фильме «Одиноким предоставляется общежитие» (1983)
- «Улица надежды» («Женатый холостяк», 1982)
- Песня Снегурочки (из м/c «Маша и Витя против „Диких гитар“»)
- «Я могу, если хочешь» (из к/ф «Песни над облаками», 1976. Дуэт с Александром Градским)

## Отзывы
В интервью, напечатанном в 2004 году в журнале «Музыкальная жизнь», Евгений Крылатов отзывался о Татьяне Дасковской, первой исполнившей его песню «Прекрасное далёко», как о певице, очень известной в кинематографических кругах времён исполнения этой песни.
Николай Ирин в своей рецензии на фильм «Точка, точка, запятая…» на страницах газеты «Культура» отметил, что несмотря на то, что исполнители (Татьяна Дасковская, Олег Анофриев и Алексей Левинский) стилизовали свою вокальную манеру под юношескую специфику, всё равно слышно, что песни поют зрелые люди, но именно эти интонации сообщили фильму поразительное, по мнению Ирина, качество: взрослые голоса, ставящиеся в соответствие физически неопытным телам и психике детей-актёров, становятся ориентиром и непременной точкой сборки. Ирин утверждает, что тем самым в фильме получилась невероятная психологическая плотность, когда видимый возраст и духовный статус не совпадают со слышимым, куда более умудрённым и утончённым, пониманием мира.
Как пишет Юрий Дмитриев, исследователям не удалось понять причины, по которым Татьяна Дасковская, обладавшая не только роскошным голосом, но и привлекательной внешностью, так и осталась за кадром. Дмитриев рассказывает о предположении, заключающемся в том, что это произошло под влиянием опасавшихся сильной конкурентки мэтров советской эстрады. По словам Дмитриева, на исполнение песни «Прекрасное далёко» Дасковская, хрустально-чистый голос которой все обожали, была специально приглашена Крылатовым и ей успешно удалось исполнить песню не только очень красиво, но и, как и требовалось, голосом, похожим на детский. Дмитриев пишет, что о певице Дасковской, голос которой звучал за кадром многих картин, Крылатов вспомнил тогда, когда ни ему, ни музыкантам не показалось убедительным пение никого из десятков юных исполнителей. По утверждению Дмитриева, позже Крылатов неоднократно отмечал, что выбор Дасковской на исполнение песни «Прекрасное далёко» оказался «попаданием в „яблочко“».